# Joe Natuman
Joe Natuman (ur. 24 listopada 1952 na wyspie Tanna, ówczesne Nowe Hebrydy) – polityk vanuacki. Premier Vanuatu od 15 maja 2014 roku do 11 czerwca 2015.
Jest absolwentem Uniwersytetu Południowego Pacyfiku. Studiował także w ramach wymiany na Uniwersytecie Papui-Nowej Gwinei. Jest członkiem partii Vanua’aku Pati. Od 1995 zasiadał w parlamencie. W latach 1996–2008 był ministrem różnych resortów.